# Лопъю (приток Вычегды)
Лопъю (устар. Лопью, Лопь-Ю, Небдинга) — река в России, протекает в Усть-Куломском районе Республики Коми. Устье реки находится в 796 км по левому берегу реки Вычегда. Длина реки составляет 131 км, площадь водосборного бассейна 1310 км².
Течёт в основном с востока на запад, в лесистой, малонаселённой местности. Верховья заболочены. Единственный крупный населённый пункт — деревня Лопьювад, — расположена на левом берегу реки, в её нижнем течении.

## Притоки
- 11 км: Ыба (лв)
- 37 км: Ягвож (лв)
- 38 км: Малая Сывъёль (пр)
- Сувода (пр)
- 56 км: Большая Сывъёль (пр)
- Расшор (пр)
- 83 км: Гачкок (лв)
  - Кыджъяёль (пр)
  - 2 км: Седъёль (лв)
- Иван-Аръямшор (лв)
- Лесей-Иван-Шор (пр)
- 96 км: Пармаёль (пр)
- 107 км: Войвож (пр)
- 122 км: Лунвож (лв)

## Данные водного реестра
По данным государственного водного реестра России относится к Двинско-Печорскому бассейновому округу, водохозяйственный участок реки — Вычегда от истока до города Сыктывкар, речной подбассейн реки — Вычегда. Речной бассейн реки — Северная Двина.
Код объекта в государственном водном реестре — 03020200112103000014480.